# Batería Sueca del Fuerte Gustavo III
La Batería Sueca del Fuerte Gustavo III (en francés: Batterie suédoise du fort Gustav III) data de 1787. Se encuentra ubicado en la localidad de Gustavia en la isla de San Bartolomé una dependencia de Francia en el Mar Caribe. El recinto, el tanque, el polvorín y otros espacios están protegidos como monumentos históricos

## Historia de Fuerte Gustav
Fort Gustav fue la fortificación más importante de Gustavia durante el periodo sueco de San Bartolomé. Fue uno de los tres fuertes que rodeaban Gustavia durante la era sueca, junto con Fuerte Karl y Fuerte Oscar.Fue construido entre 1786 y 1787, sobre las ruinas de una fortaleza en sí construida por los franceses a finales del siglo XVII.Incluía un cuartel para 12 hombres, y otros edificios como una caseta de vigilancia, una cisterna, un polvorín, dos garitas, una panadería, y murallas de piedra.Hacia el final del período sueco, la batería se arruinó. Los únicos restos de Fort Gustav son partes del recinto, la caseta de vigilancia, la cisterna, el polvorín, y la cocina.

## Sitio hoy
En 1952, se construyó la estación meteorológica de Météo France en los terrenos del Fuerte Gustav. En 1961, se construyó en el terreno el faro de Gustavia.Esta batería fue inscrita como monumento histórico el 1 de agosto de 1995. En 2004, la estación meteorológica pasó a llamarse Espace Météo Caraïbesy proporcionó un espacio de museo meteorológico.En 2017, se agregaron dos cañones a los terrenos de Fort Gustav, prestados por el Museo de la Armada Sueca.Los cañones recuerdan la época en que Gustavia era una ciudad amurallada. Los estudios arqueológicos de los restos del fuerte se realizaron en 2020 y 2023.